# La guerra degli Antò
La guerra degli Antò è un film del 1999 diretto da Riccardo Milani.
Il film, tratto dal romanzo omonimo di Silvia Ballestra,, è ambientato tra la fine del 1990 e l'estate successiva e racconta delle vicende d'un gruppo di quattro giovani punk abruzzesi originari di Montesilvano, in provincia di Pescara.

## Trama
Montesilvano, ottobre del 1990. Quattro amici condividono il nome proprio e l'appartenenza alla subcultura punk; per distinguerli tra di loro vengono soprannominati, aggiungendo al diminutivo dialettale "Antò", l'epiteto, rispettivamente, di "Lu Malatu" (portantino presso una clinica del luogo), "Lu Zombi" (postino in un paese della provincia pescarese), "Lu Zorru" (giornalista freelance per il quotidiano abruzzese Il Centro) e "Lu Purk". I quattro ragazzi sono nauseati dalla vita di provincia e dal servilismo dei loro concittadini verso l'ingegnere Treves, potente speculatore edile della zona, in particolar modo Lu Purk che decide di trasferirsi come studente al DAMS dell'Università di Bologna. Inizia così a frequentare l'ambiente culturale alternativo locale, insieme alla compaesana Sballestrera, ma presto le sue aspettative sono deluse, a causa delle difficoltà riscontrate negli studi, ma soprattutto della dolorosa rottura di una breve relazione amorosa con una studentessa.
Convinto ormai di essere stato amato in tutta la sua vita solo da sua nonna, da tempo defunta, per reazione decide di partire alla volta della tanto idealizzata Amsterdam, città di riferimento per il mondo punk; per finanziarsi il viaggio si fa assumere presso un cantiere edile del capoluogo emiliano ma un infortunio sul lavoro, e conseguente degenza ospedaliera, sembrerebbero inizialmente impedire la sua partenza. La prospettiva di essere costretto a tornare come pietoso storpio al paese, per vivere con la famiglia, è l'impulso decisivo che gli fa decidere di fuggire dall'Italia, grazie al supporto fornitogli dagli altri Antò e da Sballestrera. Poco tempo dopo Lu Zorru, datosi alla macchia per evitare il servizio di leva nella Marina Militare, conseguenza dello scoppio della guerra del Golfo (chiamata alle armi in realtà fittizia), raggiunge nella città olandese Lu Purk.
I famigliari de Lu Purk, non avendo più sue notizie da diverso tempo, decidono di rivolgersi a Chi l'ha visto?, con la speranza di ottenere maggiori informazioni sulla sorte del giovane, durante cui si aggiungerà la notizia della scomparsa di Lu Zorru. Ai parenti dell'amico, si aggiungono come testimoni pure Lu Malatu e Lu Zombi, a conoscenza della vera identità degli autori dell'inganno subito da Lu Zorru: la loro partecipazione al programma, condotto da Donatella Raffai, si trasforma però in un atto di denuncia, urlato in diretta televisiva, nei confronti del sistema di potere che regge Montesilvano, e contro lo stile di vita dell'intera società occidentale, con conseguente allontanamento forzato da parte del servizio di sicurezza della trasmissione. Intanto tra i due fuggiaschi scoppia un diverbio, con esito disastroso quasi immediato, a causa del quale saranno rimpatriati coercitivamente dalla polizia olandese, finendo amaramente per ricongiungersi con gli altri Antò nel loro paese natale.

## Colonna sonora
La colonna sonora del film è opera della Piccola Orchestra Avion Travel, inoltre nel film figurano brani di Lisa Stansfield (All Around the World), Dead Kennedys (Fleshdunce e One-Way Ticket to Pluto), Sonny & Cher (Little Man), Pino Daniele (Je So' Pazzo) e Los Hermanos Rosario (La Dueṅa Del Swing), e nei titoli di coda Franco Battiato (La stagione dell'amore).
Nella sequenza introduttiva del film, in cui gli Antò vengono inseguiti dai fratelli di "Sonja la giostraia", in quanto insidiata da Lu Purk, il giovane intona, per convincerli di essere un conoscitore della cultura rom ed evitare quindi di essere aggredito, il canto tradizionale rom Zajdi Zajdi nella versione composta dal cantautore macedone Aleksandar Sarievski.. Uno dei fratelli di Sonja è interpretato dal musicista Santino Spinelli.